# عصام إمام
عصام إمام هو منتج مصري، أنتج عدد من الأعمال السينمائية لشقيقه الفنان عادل إمام، منها: (الإرهاب والكباب، التجربة الدنماركية، عريس من جهة أمنية، أمير الظلام، السفارة في العمارة).
المنتج عصام إمام متزوج من الفنانة المعتزلة نهلة رأفت

## وصلات خارجية
- عصام إمام على موقع الدهليز
- عصام إمام على موقع قاعدة بيانات الأفلام العربية

- عصام إمام يعود للسينما بـ«الجبابرة» بعد غياب 12 عاما